# Aristida parvula
Aristida parvula là một loài thực vật có hoa trong họ Hòa thảo. Loài này được (Nees) De Winter mô tả khoa học đầu tiên năm 1963.